# Gal Nevo
Gal Nevo (* 29. Juni 1987 im Kibbuz Chamadja) ist ein israelischer Delphin- und Lagenschwimmer.
2008 nahm er für Israel an den Olympischen Spielen in Peking teil und 2012, bei denen in London. 2009 gewann er bei der Makkabiade Gold über 400 m Lagen.
Bei den Kurzbahneuropameisterschaften 2013 im dänischen Herning wurde er Vizeeuropameister über dieselbe Strecke in 4:03,50 Minuten, zwei Hundertstelsekunden hinter dem Ungarn Dávid Verrasztó (4:03,48).
Zwei Jahre später bei den Kurzbahneuropameisterschaften im eigenen Land in Netanja gab es Bronze in 4:04,68 hinter Verrasztó (4:02,43) und dem Briten Roberto Pavoni (4:02,69).